# Klaus-Dieter Kurrat
Klaus-Dieter Kurrat (Nauen, 16 gennaio 1955) è un ex velocista tedesco orientale, vincitore della medaglia d'argento nella staffetta 4×100 metri ai Giochi olimpici di Montréal 1976.

## Biografia
Nel 1973 ha conquistato tre medaglie d'oro agli Europei juniores vincendo i 100 m piani, i 200 m piani e la staffetta 4 × 100 m.
Ai Giochi olimpici di Montréal 1976 ha vinto la medaglia d'argento nella staffetta 4×100 m insieme ai connazionali Manfred Kokot, Jörg Pfeifer e Alexander Thieme con il tempo di 38"66, alle spalle del quartetto statunitense. Nella stessa rassegna olimpica ha inoltre raggiunto la finale nella gara individuale dei 100 m piani, conclusa al settimo posto con il tempo di 10"31. Ha corso i 100 m piani anche nella successiva edizione olimpica di Mosca 1980, fermandosi però ai quarti di finale.
Nel suo palmarès vanta due titoli nazionali della Germania Est sui 100 m piani e uno sui 200 m piani, oltre a tre titoli nazionali sui 60 m piani indoor e uno sui 100 m piani indoor.
Dal 1978 è sposato con la ginnasta olimpica Kerstin Gerschau.

## Palmarès
| Anno | Manifestazione   | Sede     | Evento      | Risultato        | Prestazione | Note                                     |
| ---- | ---------------- | -------- | ----------- | ---------------- | ----------- | ---------------------------------------- |
| 1973 | Europei juniores | Duisburg | 100 m piani | Oro              | 10"42       |                                          |
| 1973 | Europei juniores | Duisburg | 100 m piani | Oro              | 21"01       | Miglior prestazione personale            |
| 1973 | Europei juniores | Duisburg | 4 × 100 m   | Oro              | 40"03       |                                          |
| 1976 | Giochi olimpici  | Montréal | 100 m piani | 7º               | 10"31       |                                          |
| 1976 | Giochi olimpici  | Montréal | 4 × 100 m   | Argento          | 38"66       |                                          |
| 1979 | Europei indoor   | Vienna   | 60 m piani  | 5º               | 6"67        | Miglior prestazione personale stagionale |
| 1980 | Giochi olimpici  | Mosca    | 100 m piani | Quarti di finale | 10"54       |                                          |

## Altre competizioni internazionali
1979
- Coppa Europa di atletica leggera ( Torino)